# It's a Great Life (1929)
It's a Great Life is een Amerikaanse muziekfilm uit 1929 onder regie van Sam Wood. 

## Verhaal
De zusjes Casey en Babe Hogan werken allebei in een warenhuis. Tijdens de jaarlijkse revue loopt alles in het honderd, totdat Casey besluit haar zus Babe te helpen met haar liedje. De directeur doorziet het bedrog tijdens het slotnummer en ontslaat de beide zusjes. Ze worden vervolgens geboekt voor optredens in de vaudeville. Op het hoogtepunt van hun succes laat Babe haar zus in de steek voor een man.

## Rolverdeling
| Acteur         | Personage      |
| -------------- | -------------- |
| Rosetta Duncan | Casey Hogan    |
| Vivian Duncan  | Babe Hogan     |
| Lawrence Gray  | Jimmy Dean     |
| Jed Prouty     | David Parker   |
| Benny Rubin    | Benny Friedman |